# Форте, Уилл
О́рвилл Уи́ллис Фо́рте-четвёртый (англ. Orville Willis Forte IV; род. 17 июня 1970, Аламида, Калифорния) — американский актёр кино, телевидения и озвучивания, сценарист и продюсер. Наиболее известен зрителю разнообразными комедийными ролями в телешоу «Субботним вечером в прямом эфире», в котором он с 2002 по 2012 год появился в 157 выпусках.

## Биография
Орвилл Уиллис Форте-четвёртый (настоящее имя актёра) родился 17 июня 1970 года в округе Аламида, Калифорния. Мать — Патриция Форте (в девичестве — Стиверс), художница, отец — Орвилл Уиллис Форте-третий, финансовый брокер, старшая сестра — Мишель. Отец ушёл из семьи, когда Уилл и Мишель были ещё детьми. После этого семья переехала в город Лафайетт в том же штате. Там будущий актёр поступил в высшую школу англ. Acalanes High School, которую окончил в 1988 году, затем поступил в Калифорнийский университет, который окончил по специальности «историк». Поначалу Орвилл хотел стать брокером, как отец, но поработал в этой области лишь один год, решив посвятить себя комедии.
С 1997 года пишет сценарии, с 2002 года активно снимается, в 2001—2002 годах выступил сопродюсером нескольких эпизодов сериала «Шоу 70-х». В 2002 году переехал из Калифорнии в Нью-Йорк.
Актёр поддерживает тесную связь со своей семьёй: его мать побывала на съёмках каждого фильма Уилла, один раз вместе с сыном участвовала в телешоу «Субботним вечером в прямом эфире»; для своей сестры Уилл снял её свадьбу и рождение двоих детей; после второго развода отца семья вновь вместе встречает Рождество.

## Личная жизнь
С 2018 года состоит в отношениях с Оливией Модлинг. В конце 2019 года пара обручилась. 15 февраля 2021 года у пары родилась дочь Зоуи Даглас Форте.

## Избранная фильмография

### Актёр кино и телевидения
- 2002—2012 — Субботним вечером в прямом эфире / Saturday Night Live — Джордж Буш-младший / многочисленные другие персонажи (в 156 выпусках)
- 2004 — Вокруг света за 80 дней / Around the World in 80 Days — Бобби, молодой полицейский-француз
- 2006 — Пивфест / Beerfest — Отто
- 2007 — Братья Соломон[англ.] / The Brothers Solomon — Дин Соломон
- 2007—2010 — Клёвое шоу Тима и Эрика, отличная работа![англ.] / Tim and Eric Awesome Show, Great Job! — разные роли (в 6 эпизодах)
- 2007, 2010—2012 — Студия 30 / 30 Rock — Пол / Томас (в 13 эпизодах)
- 2008 — Ой, мамочки / Baby Mama — Скотт
- 2008, 2010 — Как я встретил вашу маму / How I Met Your Mother — Рэнди Уармпесс (в 2 эпизодах)
- 2009 — Верзила Салмон / The Slammin' Salmon — Гораций
- 2009 — Короткие интервью с подонками[англ.] / Brief Interviews with Hideous Men — субъект № 72
- 2009 — Фанаты / Fanboys — охранник THX (камео)
- 2010 — Супер Макгрубер / MacGruber — Макгрубер
- 2010 — наст. время — Конан[англ.] / Conan — Тед Тёрнер (в 14 эпизодах)
- 2011 — Старая добрая оргия / A Good Old Fashioned Orgy — Гленн
- 2011 — 2012 — Всю ночь напролёт / Up All Night — Рид (в 3 эпизодах)
- 2012 — Фильм на миллиард долларов Тима и Эрика[англ.] / Tim and Eric’s Billion Dollar Movie — Аллен Бишопман
- 2012 — Папа-досвидос / That’s My Boy — Фил
- 2012 — Рок на века / Rock of Ages — Митч Майли
- 2012 — Дружинники / The Watch — сержант Брессман
- 2012—2015 — Подопытные / Lab Rats — Эдди, охранник и управляющий дома (в 20 эпизодах)
- 2013 — Небраска / Nebraska — Дэвид Грант (сын)
- 2013 — Одноклассники 2 / Grown Ups 2 — чирлидер
- 2013 — Укради мою жену / Life of Crime — Маршалл Тейлор
- 2015—2018 — Последний человек на земле / The Last Man on Earth — Фил Миллер (в 66 эпизодах)
- 2015 — Мисс Переполох / She’s Funny That Way
- 2015 — Нелепая шестёрка / The Ridiculous 6 — Уилл Патч
- 2019 — Хорошие мальчики / Good Boys — папа Макса
- 2022 — Странный Эл / Weird: The Al Yankovic Story —  Бен Скотти, совладелец лейбла
- 2023 — Отвязные дворняги / Strays — Даг
- 2023 — Койот против «Акме» / Coyote v. Acme — адвокат Вайли Койота

### Озвучивание мультфильмов
- 2002—2003 — Школа клонов[англ.] / Clone High — Эйб Линкольн (в 13 эпизодах)
- 2009 — Облачно, возможны осадки в виде фрикаделек / Cloudy with a Chance of Meatballs — Джо Тоун
- 2009 — Садись, двойка! / Sit Down, Shut Up — Стюарт Прозаккер, заместитель директора школы (в 13 эпизодах)
- 2009, 2011, 2012 — Американский папаша! / American Dad! — разные роли (в 5 эпизодах)
- 2009 — наст. время — Шоу Кливленда / The Cleveland Show — Уолли Фаркуаре, директор школы (в 20 эпизодах)
- 2011 — Аллен Грегори / Allen Gregory — разные роли (в 7 эпизодах)
- 2012 — наст. время — Гравити-Фоллс / Gravity Falls — Тайлер, забывчивый байкер (в 6 эпизодах)
- 2013 — Облачно, возможны осадки: Месть ГМО / Cloudy with a Chance of Meatballs 2 — Честер V
- 2015 — Город лунного луча / Moonbeam City — Рэд Канингем
- 2020 — Скуби-Ду / Scoob! — Шэгги Роджерс
- 2021 — Америка: Фильм / America: The Motion Picture — Авраам Линкольн

### Сценарист
- 1997 — Церемония награждения премией MTV (кино) за 1997 год / MTV Movie Awards 1997
- 1997—1998 — Позднее шоу с Дэвидом Леттерманом / Late Show with David Letterman (28 эпизодов)
- 1998 — Церемония награждения премией MTV (кино) за 1998 год / MTV Movie Awards 1998
- 1999 — Церемония награждения премией MTV (кино) за 1999 год / MTV Movie Awards 1999
- 2000 — Церемония награждения премией MTV (кино) за 2000 год / MTV Movie Awards 2000
- 2000—2001 — Третья планета от Солнца / 3rd Rock from the Sun (3 эпизода)
- 2001 — Церемония награждения премией MTV (кино) за 2001 год / MTV Movie Awards 2001
- 2002 — Церемония награждения премией MTV (кино) за 2002 год / MTV Movie Awards 2002
- 2002—2003 — Шоу 70-х / That '70s Show (4 эпизода)
- 2003 — Церемония награждения премией MTV (кино) за 2003 год / MTV Movie Awards 2003
- 2004 — Церемония MTV VMA 2004 / 2004 MTV Video Music Awards
- 2005 — Церемония награждения премией MTV (кино) за 2005 год / MTV Movie Awards 2005
- 2005 — Церемония MTV VMA 2005 / 2005 MTV Video Music Awards
- 2007 — Церемония награждения премией MTV (кино) за 2007 год / MTV Movie Awards 2007
- 2007 — Братья Соломон[англ.] / The Brothers Solomon
- 2008 — Экстремальное кино / Extreme Movie
- 2010 — Супер Макгрубер / MacGruber
- 2015 — 2018 — Последний человек на земле / The Last Man on Earth (41 эпизод)

### Продюсер
- 2001—2002 — Шоу 70-х / That '70s Show (сопродюсер 27 эпизодов)

### Озвучивание видеоигр
- 2009 — Grand Theft Auto IV: The Lost and Damned — Мартин Сириос

## Награды и номинации
- 1998 — Прайм-тайм премия «Эмми» в категории «Выдающийся сценарий для музыкальной или варьете-программы» за сценарии для ток-шоу «Позднее шоу с Дэвидом Леттерманом» (совместно с 16-ю другими сценаристами) — номинация.
- 2013 — Премия Национального совета кинокритиков США за лучшую мужскую роль второго плана (фильм «Небраска») — награда.